# Yoshinori Tateyama
Pour les articles homonymes, voir Tateyama (homonymie).
Yoshinori Tateyama (建山 義紀, Tateyama Yoshinori, né le 26 décembre 1975 à Daitō (Osaka), Japon) est un lanceur de relève droitier des Ligues majeures faisant partie des Hanshin Tigers.
Joueur des Rangers du Texas en 2011 et 2012, Yoshinori Tateyama était l'un des rares lanceurs de balle tire-bouchon des Ligues majeures.

## Carrière

### Japon
Yoshinori Tateyama évolue 12 ans en Ligue Pacifique du Japon pour les Hokkaido Nippon Ham Fighters
Il y joue 438 matchs, dont 401 comme lanceur de relève et 7 comme lanceur partant. Sa moyenne de points mérités s'élève à 3,43 en 661 manches et deux tiers lancées. Il remporte 35 victoires, subit 43 défaites, réalise 27 sauvetages, lance 4 matchs complets dont un blanchissage dans ses rares sorties comme partant, et totalise 488 retraits sur des prises.

### Ligue majeure de baseball
En novembre 2010, Tateyama signe un contrat d'un an et deux années d'option avec les Rangers du Texas de la Ligue majeure de baseball.
Assigné début 2011 à Express de Round Rock, l'équipe de ligue mineure des Rangers au niveau AAA, il y montre une moyenne de points mérités de 2,14 avec une victoire à sa seule décision en 14 sorties, lorsqu'il est promu par l'équipe du Texas. Tateyama fait ses débuts dans les majeures comme lanceur de relève pour les Rangers le 24 mai 2011 contre les White Sox de Chicago. Il est le quatrième athlète natif du Japon à porter les couleurs des Rangers du Texas.
À sa troisième sortie pour Texas le 28 mai, il lance trois manches pour mériter son premier sauvetage dans le baseball majeur. Il remporte sa première victoire le 21 juin sur les Astros de Houston et en ajoute une autre plus tard pour terminer la saison avec une fiche de 2-0 avec un sauvetage et une moyenne de points mérités en 44 manches lancées. Il joue 39 parties des Rangers en 2011 et compte 43 retraits sur des prises.
En 2012, sa moyenne s'élève à 9,00 en seulement 17 manches lancées en 14 parties pour Texas, mais il enregistre 18 retraits sur des prises et remporte une victoire comme seule décision.
Il entreprend la saison 2013 avec l'équipe de Round Rock, le club-école des Rangers, mais ceux-ci le cèdent aux Yankees de New York le 21 juin, et le lanceur termine l'année dans les mineures avec les RailRiders de Scranton/Wilkes-Barre, club affilié aux Yankees.